# Dům U Žluté růže
Dům U Žluté růže, někdy zvaný U Žebříků, je dům čp. 431 na Starém Městě v Praze na rohu Michalské (č. 5) a Vejvodovy (č. 14). Je chráněn jako kulturní památka České republiky.
Malý domek na tomto místě je poprvé zmíněn k roku 1364. Původně gotický objekt byl před rokem 1616 přestavěn pozdně renesančně do dnešní dispozice. Z této přestavby pochází i křidélko nad Vejvodovou ulicí. Patrně byl pak také výrazně přestavěn barokně na začátku 18. století. Další drobné úpravy jsou klasicistní; úprava schodiště, druhého podlaží ad. je z roku 1881, další drobný zásah je z roku 1927.